# Masashi Owada
Masashi Owada (大和田 真史 Owada Masashi?, nacido el 28 de julio de 1981 en Ibaraki) es un exfutbolista japonés. Jugaba de defensa y su último club fue el Tochigi SC de Japón.Actualmente es entrenador adjunto del Montedio Yamagata.

## Trayectoria

### Clubes
| Club           | País  | Año         |
| -------------- | ----- | ----------- |
| Mito HollyHock | Japón | 2004 - 2010 |
| Tochigi SC     | Japón | 2011 - 2013 |

## Estadística de carrera

### J. League
| Club           | Año   | J. League | J. League | Copa J. League | Copa J. League | Total | Total |
| Club           | Año   | Part.     | Goles     | Part.          | Goles          | Part. | Goles |
| -------------- | ----- | --------- | --------- | -------------- | -------------- | ----- | ----- |
| Mito HollyHock | 2004  | 4         | 0         | -              | -              | 4     | 0     |
| Mito HollyHock | 2005  | 36        | 3         | -              | -              | 36    | 3     |
| Mito HollyHock | 2006  | 38        | 2         | -              | -              | 38    | 2     |
| Mito HollyHock | 2007  | 14        | 1         | -              | -              | 14    | 1     |
| Mito HollyHock | 2008  | 29        | 2         | -              | -              | 29    | 2     |
| Mito HollyHock | 2009  | 44        | 2         | -              | -              | 44    | 2     |
| Mito HollyHock | 2010  | 32        | 3         | -              | -              | 32    | 3     |
| Tochigi SC     | 2011  | 21        | 0         | -              | -              | 21    | 0     |
| Tochigi SC     | 2012  | 22        | 1         | -              | -              | 22    | 1     |
| Tochigi SC     | 2013  | 15        | 0         | -              | -              | 15    | 0     |
| Total          | Total | 255       | 14        | 0              | 0              | 255   | 14    |